# Breskens

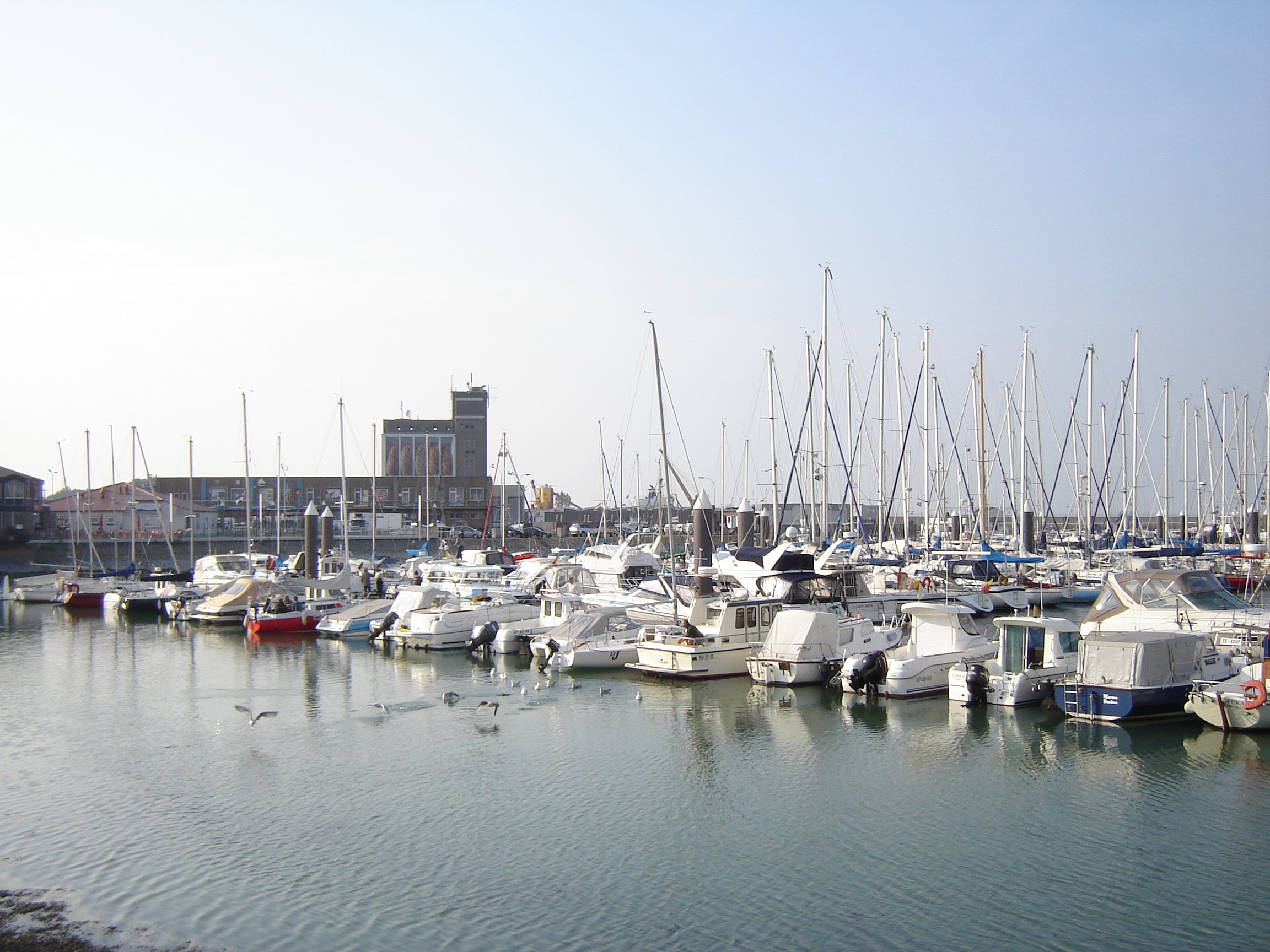
Imbarcazioni nel porto di Breskens

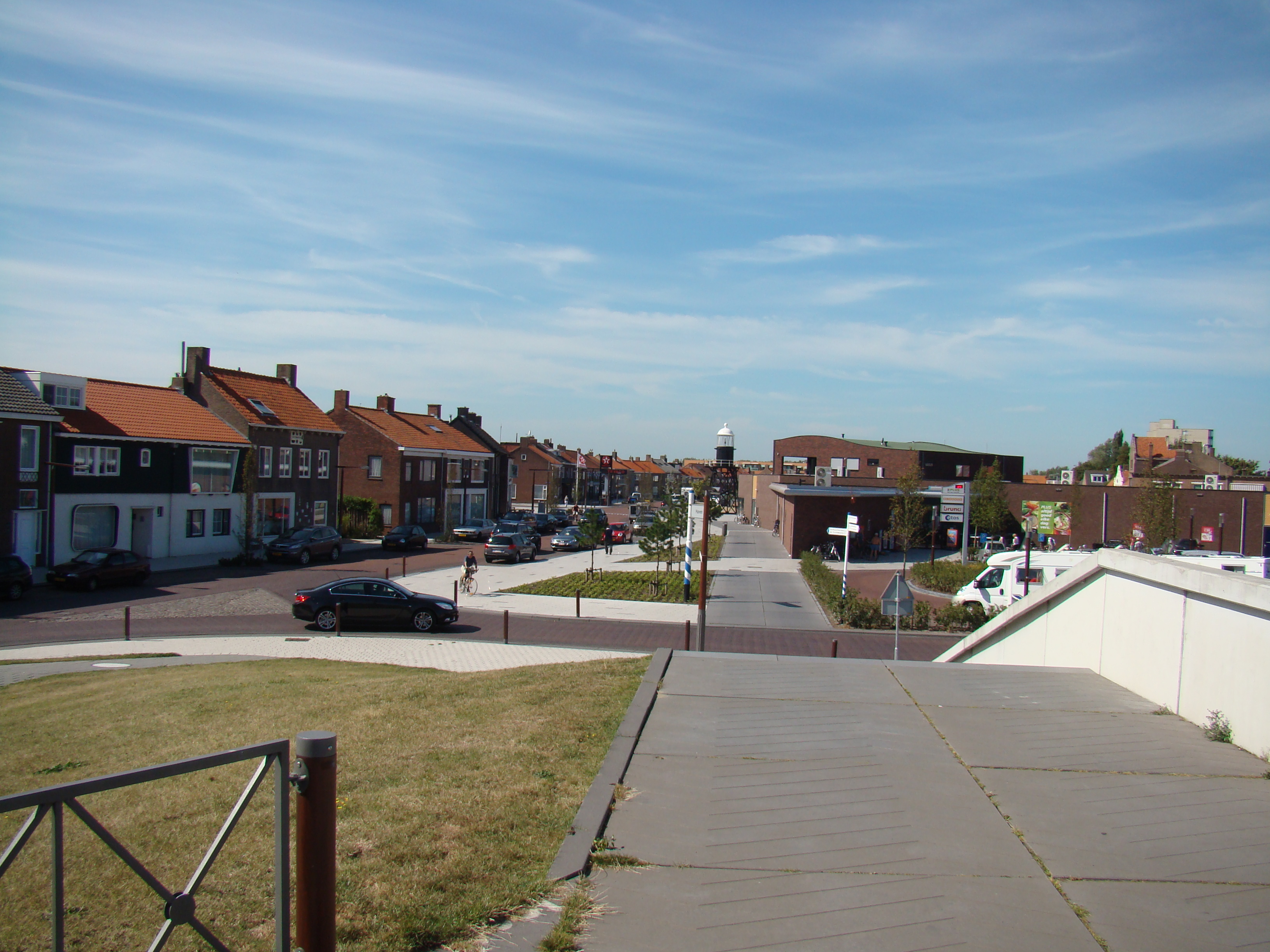
Abitazioni di Breskens

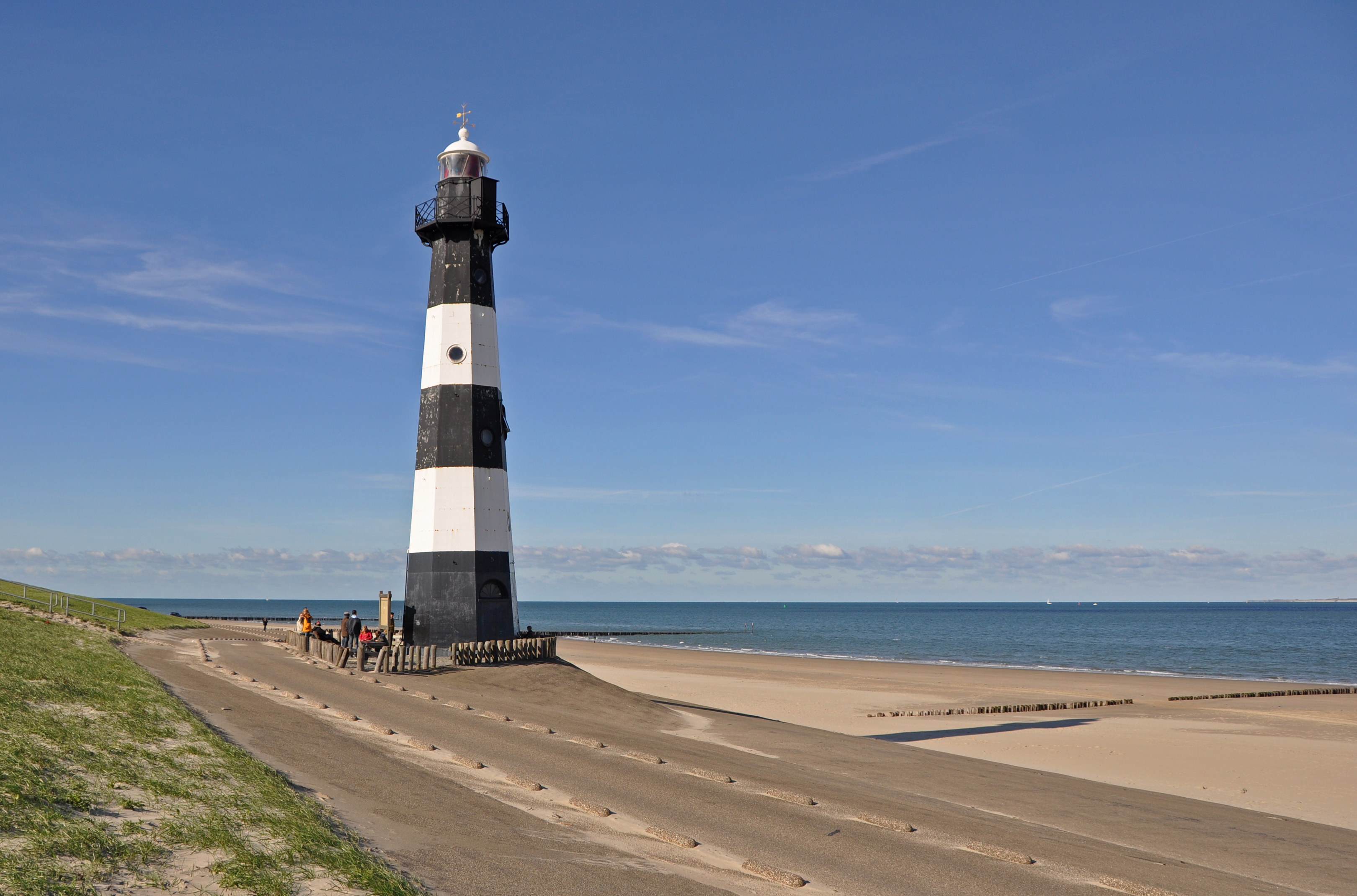
Il faro di Breskens

Breskens (in zelandese: Bresjes; 1,539 km²; 4.800 ab. circa) è una località portuale della provincia della Zelanda, nel sud-ovest dei Paesi Bassi, situata nella regione delle Fiandre zelandesi (Zeews-Vlaanderen, la regione al confine con il Belgio). ed affacciata sulla Schelda occidentale (Westerschelde). Dal punto di vista amministrativo si tratta di un ex-comune, dal 1970 accorpato al comune di Oostburg, municipalità a sua volta inglobata dal 2003 nel comune di Sluis.

## Geografia fisica
Breskens si trova nella parte nord-occidentale delle Fiandre zelandesi, a circa 13 km ad est/nord-est di Cadzand.

## Storia
La località conobbe un notevole sviluppo agli inizi del XIX secolo, con la realizzazione della strada che collegava la città belga di Bruges con Middelburg.
L'11 settembre 1944 la Luftwaffe vi compì una strage in cui morirono 199 persone: i corpi furono sepolti in una fossa comune.

## Monumenti e luoghi d'interesse

### Architetture militari

#### Fortezza
A Breskens si trova anche una fortezza risalente al 1835.

### Architetture civili

#### Porto
Tra i punti d'interesse di Breskens, vi è il suo porto.
Nel 1997, il porto di Breskens fu dotato di una muratura altra 22 metri, opera di Johnny Beerens.

#### Faro
Altro punto d'interesse di Breskens è rappresentato dal faro, una struttura risalente al 1867. È alto 28 metri.
|  |

#### Mulino Van Risseeuw
A Breskens si trova anche un mulino, il mulino Van Risseeuw, edificio risalente al 1858 e classificato come rijksmonument.

## Società

### Evoluzione demografica
Al censimento del 2013, Breskens contava una popolazione pari a 4.787 abitanti.

## Cultura

### Eventi
Ogni fine settimana di agosto, si tengono a Breskens le "feste della pesca".

## Infrastrutture e trasporti
A Breskens parte il traghetto per Flessinga (Vlissingen), che funge da punto di collegamento tra le Fiandre zelandesi e le zone più settentrionali della Zelanda.

## Sport
- La squadra di calcio locale è il VV Breskens.[8]